# Combreux
Combreux település Franciaországban, Loiret megyében. Lakosainak száma 270 fő (2022. január 1.). Combreux Seichebrières, Sury-aux-Bois és Vitry-aux-Loges községekkel határos.

## Népesség
A település népességének változása:
| Lakosok száma | 183  | 173  | 142  | 234  | 263  | 277  | 276  | 274  | 274  | 270  |
|               | 1968 | 1982 | 1990 | 2006 | 2013 | 2015 | 2017 | 2019 | 2020 | 2022 |